# Волковське (Калузька область)
Волковське (рос. Волковское) — село в Таруському районі Калузької області Російської Федерації.
Населення становить 552 особи. Входить до складу муніципального утворення Село Волковське.

## Історія
Від 2004 року входить до складу муніципального утворення Село Волковське

## Населення
| 2002 | 2010 |
| ---- | ---- |
| 447  | ↗552 |